# Jake Robertson
Jake Robertson (ur. 14 listopada 1989) – nowozelandzki lekkoatleta specjalizujący się w biegach długich.
Bez powodzenia startował w 2005 na mistrzostwach świata juniorów młodszych. W 2011 zajął 15. miejsce w biegu na 5000 metrów podczas mistrzostw świata w Daegu. Dwa lata później, na tej samej imprezie, odpadł w eliminacjach 5000 metrów, a na dwa razy dłuższym dystansie zszedł z bieżni przed ukończeniem biegu i nie został sklasyfikowany.
Jego bratem bliźniakiem jest Zane Robertson.
Rekordy życiowe: bieg na 5000 metrów – 13:15,54 (13 lipca 2013, Heusden); bieg na 10 000 metrów – 27:30,90 (13 kwietnia 2018, Gold Coast) rekord Nowej Zelandii; półmaraton – 60:01 (19 marca 2017, Lizbona i 14 stycznia 2018, Houston).

## Osiągnięcia
| Rok  | Impreza                                   | Miejsce      | Konkurencja           | Lokata      | Wynik    |
| ---- | ----------------------------------------- | ------------ | --------------------- | ----------- | -------- |
| 2005 | Mistrzostwa świata juniorów młodszych     | Marrakesz    | bieg na 3000 metrów   | eliminacje  | 8:51,78  |
| 2006 | Mistrzostwa świata w biegach przełajowych | Fukuoka      | bieg juniorów         | 44. miejsce | 26:02    |
| 2007 | Mistrzostwa świata w biegach przełajowych | Mombasa      | bieg juniorów         | 46. miejsce | 26:46    |
| 2011 | Mistrzostwa świata w biegach przełajowych | Punta Umbría | bieg seniorów         | 60. miejsce | 36:41    |
| 2011 | Mistrzostwa świata                        | Daegu        | bieg na 5000 metrów   | 15. miejsce | 14:03,09 |
| 2013 | Mistrzostwa świata                        | Moskwa       | bieg na 5000 metrów   | eliminacje  | 14:09,50 |
| 2013 | Mistrzostwa świata                        | Moskwa       | bieg na 10 000 metrów | –           | DNF      |
| 2014 | Igrzyska Wspólnoty Narodów                | Glasgow      | bieg na 5000 metrów   | 9. miejsce  | 13:29,69 |
| 2014 | Igrzyska Wspólnoty Narodów                | Glasgow      | bieg na 10 000 metrów | 7. miejsce  | 28:03,70 |